# The Kinks
The Kinks foi uma banda de rock britânica formada em Londres em 1964 pelos irmãos Ray e Dave Davies. Ela é considerada uma das bandas de rock mais influentes da década de 1960. A banda surgiu durante o auge do rhythm and blues britânico e do Merseybeat, e fez parte da Invasão Britânica dos Estados Unidos por pouco tempo até a sua proibição de turnês pelo país em 1965 (como resultado de brigas constantes entre os irmãos). Seu terceiro single, "You Really Got Me", se tornou um sucesso internacional, liderando as paradas no Reino Unido e alcançando o Top 10 nos Estados Unidos. Sua música foi influenciada por uma ampla variedade de gêneros, incluindo rhythm and blues, music hall britânica, folk e country. Eles ganharam uma reputação por refletir a cultura e o estilo de vida britânicos, alimentados pelo estilo de escrita observacional e espirituoso de Ray Davies, e são considerados um dos grupos mais influentes do período.
Os primeiros trabalhos incluíram álbuns como Face to Face (1966), Something Else (1967), The Kinks Are the Village Green Preservation Society (1968), Arthur (Or the Decline and Fall of the British Empire) (1969), Lola Versus Powerman and the Moneygoround, Part One (1970), Muswell Hillbillies (1971), além de seus singles acompanhantes. Após um período de hiato em meados da década de 1970, a banda experimentou um renascimento durante o final da década e o início dos anos 1980 com seus álbuns Sleepwalker (1977), Misfits (1978), Low Budget (1979), Give the People What They Want (1981) e State of Confusion (1983). Além disso, grupos como Van Halen, The Jam, The Knack, The Pretenders e The Fall regravaram suas canções, ajudando a aumentar as vendas de discos dos Kinks. Na década de 1990, artistas do Britpop como Blur e Oasis citaram a banda como uma grande influência.
Ray Davies (vocal, guitarra rítmica) e Dave Davies (guitarra, vocal) permaneceram membros durante os 32 anos de existência da banda. O membro que mais permaneceu, Mick Avory (bateria e percussão), foi substituído por Bob Henrit em 1984. O baixista original Pete Quaife foi substituído por John Dalton em 1969, e Dalton foi substituído por Jim Rodford em 1978. O tecladista de estúdio Nicky Hopkins acompanhou a banda em muitas de suas gravações em meados dos anos 1960. Em 1969, a banda se tornou um quinteto quando o tecladista John Gosling se juntou a eles, sendo substituído por Ian Gibbons em 1979, que permaneceu na banda até que se separassem em 1996 como resultado do fracasso comercial de seus últimos álbuns e da tensão criativa entre os irmãos Davies.
Os Kinks tiveram cinco singles no Top 10 na parada da Billboard nos Estados Unidos. Nove de seus álbuns chegaram no Top 40. No Reino Unido, os Kinks tiveram dezessete singles no Top 20 e cinco álbuns no Top 10. Quatro de seus álbuns foram certificados em ouro pela Recording Industry Association of America e a banda vendeu mais de cinquenta milhões de discos em todo o mundo. Entre inúmeras honrarias, eles receberam o Ivor Novello Award por "serviço excepcional à música britânica". Em 1990, os quatro membros originais do Kinks foram introduzidos no Rock and Roll Hall of Fame, bem como no UK Hall of Fame em novembro de 2005. Em 2018, após anos descartando uma reunião, Ray e Dave Davies anunciaram que estavam trabalhando para reformar os Kinks. Contudo, pouco ou nenhum progresso foi feito nesse sentido, e Avory confirmou em 2023 que a reunião não ocorreria por falta de acordo entre os irmãos.

## História
O The Kinks alcançou fama em 1964 com seu terceiro single, "You Really Got Me", escrito por Ray Davies. Ele se tornou um sucesso internacional, chegando ao topo das paradas no Reino Unido e entrando no Top 10 nos Estados Unidos,single que também influenciou o hard rock. A partir de 1965, com o álbum The Kink Kontroversy a banda consolidou a reputação de compor canções que retratavam a cultura e o estilo de vida britânico, impulsionados pelo estilo observador das composições de Ray Davies.
Após concluir a turnê americana de 1965, os The Kinks foram proibidos de retornar ao país até 1969 por motivos nunca esclarecidos. Privando a banda do maior mercado musical do mundo num período crucial da consolidação do rock. Apesar disso, álbuns como Face to Face, Something Else by The Kinks, The Kinks Are the Village Green Preservation Society, Arthur, Lola Versus Powerman and the Moneygoround, Muswell Hillbillies, juntamente com seus respectivos singles, são citados entre as gravações mais influentes de sua época.
Os álbuns subsequentes, mantendo o estilo conceitual mas seguindo numa direção mais teatral, não alcançaram tanto sucesso, mas a banda experimentou um revival durante a New wave, quando grupos como The Jam, The Knack e The Pretenders gravaram versões de suas músicas e ajudaram a impulsionar a venda de discos dos Kinks. Na década de 1990, músicos de Britpop como Blur e Oasis citaram a banda como uma de suas principais influências.
O The Kinks se separou em 1996, resultado do fracasso comercial de seus últimos álbuns e da tensão criativa entre os irmãos Davies.

## Apresentações ao vivo
A primeira apresentação ao vivo do Ray Davies Quartet, a banda que se tornaria o Kinks, foi em uma apresentação para sua escola, William Grimshaw, em 1962. A banda se apresentou sob vários nomes entre 1962 e 1963 — The Pete Quaife Band, The Bo-Weevils, The Ramrods e The Ravens — antes de se estabelecer como Kinks no início de 1964.
Os Kinks fizeram sua primeira turnê pela Austrália e Nova Zelândia em janeiro de 1965 como parte de um projeto que incluía Manfred Mann e os Honeycombs. Eles se apresentaram e fizeram turnês incansavelmente, liderando excursões organizadas ao longo de 1965 com artistas como Yardbirds e Mickey Finn. Começaram a surgir tensões dentro da banda, expressas em incidentes como a luta no palco entre o baterista Mick Avory e Dave Davies no The Capitol Theatre, em Cardiff, País de Gales, em 19 de maio. Depois de terminar a primeira canção, "You Really Got Me", Davies insultou Avory e chutou sua bateria. Avory respondeu acertando Davies com seu apoio de címbalo, deixando-o inconsciente, antes de fugir da cena, com medo de ter matado seu colega de banda. Davies foi levado para a enfermaria real de Cardiff, onde recebeu dezesseis pontos na cabeça. Para a polícia, Avory mais tarde afirmou que era parte de um novo ato em que os membros da banda lançavam seus instrumentos uns contra os outros. Após sua turnê pelos EUA no verão de 1965, a Federação Americana de Músicos recusou autorizações para o grupo aparecer em concertos nos Estados Unidos pelos próximos quatro anos, possivelmente devido ao seu comportamento turbulento no palco.
Em abril de 1969, Davies ajudou a negociar o fim da proibição da Federação Americana de Músicos, o que permitia planos para uma turnê na América do Norte. No entanto, nos anos seguintes, Davies entrou em estado de depressão, não ajudado por seu casamento em colapso, culminando em seu anúncio no palco de que estava "cansado de tudo" em um show no Estádio Olímpico de White City, em 1973. Uma resenha do concerto publicado na Melody Maker afirmou: "Davies xingou no palco. Ele chegou em White City e jurou que estava 'cansado de tudo'... Ele estava 'doente com isso'... e aqueles que ouviram balançaram suas cabeças. Mick apenas arriscou um sorriso incrédulo, e o baterista continuou com 'Waterloo Sunset'". Davies tentou anunciar que os Kinks haviam acabado quando a banda estava saindo do palco, mas essa tentativa foi frustrada pela gerência de publicidade do grupo, que desligou o microfone.

## Estilo musical
Os Kinks começaram a tocar os então populares estilos R&B e Blues; sob a influência da gravação de "Louie Louie" do The Kingsmen, eles desenvolveram sons mais altos de rock e hard rock — devido à sua contribuição pioneira no campo, eles costumam ser rotulados como "os punks originais". Dave Davies estava "realmente entediado com esse som de guitarra - ou com falta de um som interessante", então comprou "um pequeno amplificador verde ... um Elpico" de uma loja de peças de rádio em Muswell Hill e "mexeu nele", incluindo "pegar os fios que vão para o alto-falante e colocar um plugue e conectá-lo diretamente no meu AC30" (um amplificador maior), mas não conseguiu o som que queria até ficar frustrado e "pegar uma lâmina de barbear Gillette de um lado e cortar o cone [do centro até a borda] ... então tudo estava desfiado, mas ainda lá, intacto. Eu toquei e achei incrível." O som irregular do amplificador foi replicado no estúdio; o Elpico foi conectado ao Vox AC30, e o efeito resultante se tornou um dos pilares das primeiras gravações dos Kinks — principalmente em "You Really Got Me" e "All Day and All the Night".
A partir de 1966, os Kinks ficaram conhecidos por sua adesão às tradições da música e cultura inglesas, durante um período em que muitas outras bandas britânicas rejeitaram sua herança em favor dos blues estadunidenses, R&B e pop. Ray Davies lembrou que em um momento distinto em 1965 ele decidiu se afastar da cena estadunidense e escrever músicas mais introspectivas e inteligentes. "Decidi que iria usar mais as palavras e dizer as coisas. Escrevi 'A Well Respected Man'. Essa foi a primeira canção real e orientada por palavras que escrevi ... também abandonei qualquer tentativa de americanizar meu sotaque". A lealdade dos Kinks aos estilos ingleses foi reforçada pela proibição imposta pela Federação Americana de Músicos. A proibição os afastou do público estadunidense de compra de discos, o maior mercado musical do mundo, forçando-os a se concentrarem no Reino Unido e na Europa continental. Os Kinks expandiram seu som britânico durante o restante da década de 1960, incorporando elementos de music hall, folk e música barroca através do uso de cravo, violão, mellotron e chifres, em álbuns como Face to Face, Something Else, The Kinks Are the Village Green Preservation Society e Arthur (Or the Decline and Fall of the British Empire), criando algumas das canções mais influentes e importantes do período.
Começando com Everybody's In Show-biz (1972), Ray Davies começou a explorar conceitos teatrais nos álbuns do grupo; esses temas se manifestaram no álbum Preservation Act 1 (1973) e continuaram por Schoolboys In Disgrace (1976). Os Kinks tiveram menos sucesso comercial com esses trabalhos conceituais e foram descartados pela RCA, que havia assinado com eles em 1971. Em 1977, eles se mudaram para a Arista Records, que insistia em um formato de rock mais tradicional. Sleepwalker (1977), que anunciava seu retorno ao sucesso comercial, apresentava um estilo de produção predominante e relativamente liso que se tornaria sua norma. A banda voltou ao hard rock para Low Budget (1979) e continuou a gravar dentro do gênero durante o restante de sua carreira.

## Legado e reconhecimento
Os Kinks são considerados um dos grupos de rock mais influentes dos anos 1960 e início dos anos 1970. Stephen Thomas Erlewine considera os Kinks como "uma das bandas mais influentes da Invasão Britânica". Eles foram classificados em 65º na lista dos "100 maiores artistas de todos os tempos" da revista Rolling Stone. Eles também possuem dois álbuns (The Kinks are the Village Green Preservation Society e Something Else by the Kinks) na lista dos 500 melhores álbuns de todos os tempos, e duas canções ("Waterloo Sunset" e "You Really Got Me") na lista das 500 melhores canções de todos os tempos pela mesma revista.
Artistas influenciados pelos Kinks incluem grupos de punk rock como Ramones, The Clash, The Jam, de heavy metal como Van Halen e britpop como Oasis, Blur e Pulp. Craig Nicholls, vocalista e guitarrista do The Vines, descreveu os Kinks como "grandes compositores, tão subestimados". Pete Townshend, guitarrista dos contemporâneos dos Kinks, The Who, creditou a Ray Davies a invenção de "um novo tipo de poesia e um novo tipo de linguagem para a escrita pop que me influenciou muito, muito desde o começo". Jon Savage escreveu que os Kinks foram uma influência para grupos de rock psicodélico estadunidenses do final dos anos 1960 "como The Doors, Love e Jefferson Airplane". Escritores e outros músicos reconheceram a influência dos Kinks no desenvolvimento do hard rock e do heavy metal. O musicólogo Joe Harrington declarou: "'You Really Got Me', 'All Day and All the Night' e 'I Need You' foram antecessores de todo o gênero de três acordes ... Os Kinks fizeram muito para ajudar a transformar o rock 'n' roll de Jerry Lee Lewis em rock." O guitarrista do Queen, Brian May, creditou à banda o plantio "da semente que se transformou em músicas com riff".
Eles receberam o Ivor Novello Award por "serviço excepcional à música britânica". Em 1990, os quatro membros originais da banda foram introduzidos no Rock and Roll Hall of Fame. Os Kinks foram introduzidos no UK Hall of Fame em novembro de 2005. Em 1999, "You Really Got Me" entrou para o Hall da Fama do Grammy.
Um musical, Sunny Afternoon, baseado no início da vida de Ray Davies e na formação dos Kinks, estreou no Hampstead Theatre em abril de 2014. O nome do musical veio do single de 1966 da banda "Sunny Afternoon" e apresenta músicas do catálogo anterior do grupo. Em 2015, foi relatado que Julien Temple dirigiria uma cinebiografia dos Kinks, intitulada You Really Got Me, com o cantor e compositor Johnny Flynn e o ator George MacKay escalados para interpretar Ray e Dave Davies, respectivamente.

## Membros
- Ray Davies – vocal e vocal de apoio, guitarra rítmica, teclado, harmônica (1964–1996)
- Dave Davies – guitarra principal, vocal e vocal de apoio, teclado (1964–1996)
- Mick Avory – bateria, percussão (1964–1984)
- Pete Quaife – baixo, vocal de apoio (1964-1966, 1966-1969; morto em 2010)
- John "Nobby" Dalton – baixo, vocal de apoio (1966, 1969–1976, 1978 como músico de estúdio)
- John "The Baptist" Gosling – teclado, piano, vocal de apoio (1970–1978)
- Andy Pyle – baixo, vocal de apoio (1976–1978)
- Jim Rodford – baixo, vocal de apoio (1978–1996; morto em 2018)
- Gordon John Edwards – teclado, piano, vocal de apoio (1978–1979; morto em 2003)
- Ian Gibbons – teclado, piano, vocal de apoio (1979–1989, 1993–1996; morto em 2019)
- Bob Henrit – bateria, percussão (1984–1996)
- Mark Haley – teclado, piano, vocal de apoio (1989–1993; apenas em turnês)

## Discografia
Os Kinks estiveram ativos por 32 anos, de 1964 a 1996, lançando 28 álbuns regulares no Reino Unido (24 de estúdio, quatro ao vivo) e 30 nos Estados Unidos (24 de estúdio, quatro ao vivo, duas compilações). Os álbuns estadunidenses do início dos anos 1960 eram ligeiramente diferentes dos álbuns britânicos, em parte devido ao método que os royalties de publicação foram calculados nos dois países, em parte devido à diferença na popularidade do formato de extended play (popular no Reino Unido, mas não nos Estados Unidos, então os álbuns nesse país já vinham com os EP's inclusos) e em parte devido aos álbuns estadunidenses incluírem os singles de sucesso, e os álbuns do Reino Unido não; depois de The Kink Kontroversy em 1965, os lançamentos ficaram iguais. Houve entre 100 e 200 álbuns de compilação lançados em todo o mundo. Os Kinks tiveram cinco singles no top 10 na parada da Billboard nos Estados Unidos. Nove de seus álbuns chegaram no top 40. No Reino Unido, os Kinks tiveram dezessete singles no top 20 e cinco álbuns no top 10. Quatro de seus álbuns foram certificados em ouro pela Recording Industry Association of America. Greatest Hits!, lançado em 1965, foi certificado em ouro pela venda de um milhão de cópias em 28 de novembro de 1968 — seis dias após o lançamento de The Kinks Are The Village Green Preservation Society, que não conseguiu chegar ao topo das paradas em todo o mundo. O grupo não receberia outro disco de ouro até Low Budget de 1979. O álbum ao vivo de 1980, One For The Road, foi certificado com ouro em 8 de dezembro de 1980. Give The People What They Want, lançado em 1981, recebeu sua certificação em 25 de janeiro de 1982, pela venda de 500 mil cópias. O álbum The Kinks Are the Village Green Preservation Society, considerado um fracasso comercial na época de seu lançamento, recebeu disco de ouro no Reino Unido em 2018. A American Society of Composers, Authors and Publishers, grupo de direitos autorais, concedeu aos Kinks o prêmio de "uma das canções mais tocadas de 1983" pelo single "Come Dancing".
Álbuns de estúdio
- Kinks (1964)
- Kinda Kinks (1965)
- The Kink Kontroversy (1965)
- Face to Face (1966)
- Something Else by The Kinks (1967)
- The Kinks Are the Village Green Preservation Society (1968)
- Arthur (Or the Decline and Fall of the British Empire) (1969)
- Lola Versus Powerman and the Moneygoround, Part One (1970)
- Percy (trilha sonora) (1971)
- Muswell Hillbillies (1971)
- Everybody's in Show-Biz (estúdio & ao vivo) (1972)
- Preservation Act 1 (1973)
- Preservation Act 2 (1974)
- Soap Opera (1975)
- Schoolboys in Disgrace (1975)
- Sleepwalker (1977)
- Misfits (1978)
- Low Budget (1979)
- Give the People What They Want (1981)
- State of Confusion (1983)
- Word of Mouth (1984)
- Think Visual (1986)
- UK Jive (1989)
- Phobia (1993)

Álbuns ao vivo
- Live at Kelvin Hall (1967)
- One for the Road (1980)
- Live: The Road (1988)
- To the Bone (1994)